# Усть-Пристанський район
Усть-При́станський район (рос. Усть-Пристанский район) — район у складі Алтайського краю Російської Федерації.
Адміністративний центр — село Усть-Чаришська Пристань.

## Історія
Район утворений 24 березня 1924 року.

## Населення
Населення — 10868 осіб (2019; 13409 в 2010, 16806 у 2002).

## Адміністративний поділ
Район адміністративно поділяється на 13 сільських поселень (сільрад):
| Поселення                       | Площа, км² | Населення, осіб (2002) | Населення, осіб (2010) | Населення, осіб (2019) | Центр                   | Населені пункти |
| ------------------------------- | ---------- | ---------------------- | ---------------------- | ---------------------- | ----------------------- | --------------- |
| Біловська сільська рада         | 99,08      | 363                    | 230                    | 150                    | Білово                  | 1               |
| Брусенцевська сільська рада     | 209,31     | 1134                   | 821                    | 662                    | Брусенцево              | 2               |
| Вяткінська сільська рада        | 364,56     | 1107                   | 832                    | 646                    | Вяткіно                 | 1               |
| Єлбанська сільська рада         | 138,14     | 1018                   | 781                    | 623                    | Єлбанка                 | 2               |
| Клепиковська сільська рада      | 216,27     | 540                    | 443                    | 355                    | Клепиково               | 2               |
| Коробейниковська сільська рада  | 240,46     | 1532                   | 1190                   | 998                    | Коробейниково           | 1               |
| Краснодарська сільська рада     | 144,30     | 770                    | 528                    | 400                    | Краснодарське           | 1               |
| Красноярська сільська рада      | 211,74     | 1495                   | 1156                   | 857                    | Красноярка              | 2               |
| Нижньогусіхинська сільська рада | 171,12     | 1072                   | 810                    | 552                    | Нижня Гусіха            | 3               |
| Нижньоозернинська сільська рада | 187,61     | 948                    | 756                    | 591                    | Нижньоозерне            | 1               |
| Троїцька сільська рада          | 174,13     | 628                    | 505                    | 404                    | Троїцьке                | 1               |
| Усть-Пристанська сільська рада  | 242,45     | 5890                   | 5136                   | 4482                   | Усть-Чаришська Пристань | 3               |
| Чеканіхинська сільська рада     | 187,61     | 309                    | 221                    | 148                    | Чеканіха                | 1               |

## Найбільші населені пункти
Нижче подано список населених пунктів з чисельністю населенням понад 1000 осіб:
| № | Населений пункт         | Населення, осіб (2002) | Населення, осіб (2010) |
| - | ----------------------- | ---------------------- | ---------------------- |
| 1 | Усть-Чаришська Пристань | 5692                   | 5023                   |
| 2 | Коробейниково           | 1532                   | 1190                   |